# Nate McMillan
Pour les articles homonymes, voir McMillan.
Nathaniel McMillan, dit Nate, né le 3 août 1964 à Raleigh (Caroline du Nord), est un joueur et entraîneur américain de basket-ball. Avant de s’engager auprès des Trail Blazers de Portland en juillet 2005, McMillan reste 19 ans au sein des SuperSonics de Seattle dont 12 années en tant que joueur, 2 années comme entraîneur adjoint et 5 années au poste d’entraîneur principal. Il est également l'entraîneur des Pacers de l'Indiana et des Hawks d'Atlanta.

## Biographie

### Carrière professionnelle
Sélectionné au 30e rang de la draft 1986, McMillan passe toute sa carrière de joueur sous le maillot des SuperSonics de Seattle, compilant en moyenne 5,9 points, 6,1 passes et 1,9 interception par match. Avec lui, l'équipe se qualifie 11 fois en 12 ans pour les playoffs NBA, atteignant les Finales NBA 1996 face aux Bulls de Chicago. McMillan partage avec Ernie DiGregorio le record du nombre de passes décisives délivrées en un match par un rookie avec 25 (établi le 23 février 1987 contre les Clippers de Los Angeles). Connu pour ses grandes qualités défensives, McMillan mène la ligue en 1993-1994 au total d’interceptions ainsi qu’à la moyenne par match et est élu dans la seconde équipe type défensive en 1994 et 1995.
Il prend sa retraite sportive en 1998 en étant le meilleur passeur et intercepteur de l’histoire des Sonics, ainsi que le joueur ayant pris part au plus grand nombre de matches de playoffs sous le maillot des Sonics. La franchise retire son maillot numéro 10 en mars 1999, faisant de McMillan le premier joueur de l’histoire à connaître cet honneur sans avoir jamais participé à un NBA All-Star Game.

### Carrière d’entraîneur

#### SuperSonics de Seattle
Dès la fin de sa carrière de joueur, Nate McMillan intègre l’équipe d’entraîneurs adjoints des SuperSonics de Seattle aux côtés de Paul Westphal, avant de devenir l’entraîneur principal en 2000. Il parvient à qualifier l’équipe pour les playoffs dès sa 2e année sur le banc avec un bilan de 45 victoires pour 37 défaites. Après 2 saisons moins réussies marquées notamment par le départ de Gary Payton, les Sonics remportent le titre de division Nord-Ouest en 2005 et accèdent de nouveau aux playoffs où ils se font éliminer par les Spurs de San Antonio au 2e tour. L’été 2005 marque la rupture avec sa franchise de toujours. 

#### Trail Blazers de Portland
Courtisé par les voisins et grands rivaux des Sonics, McMillan accepte l’offre faite par les Trail Blazers de Portland en pleine reconstruction. À la tête d’une des équipes les plus modestes de la ligue, McMillan rend le pire bilan de la saison avec seulement 21 victoires pour 61 défaites. Il reste à Portland jusqu'au 15 mars 2012, date où il est licencié.

#### Pacers de l'Indiana
Le 1er juillet 2013, il signe en tant qu’entraîneur adjoint aux Pacers de l'Indiana. Au mois de mai 2016, il est promu entraîneur principal de l'équipe à la suite du départ de Frank Vogel.
À l'issue des playoffs 2020, se soldant par une défaite au premier tour face au Heat de Miami 4-0, il est limogé par la franchise des Pacers, qui l'avait pourtant prolongé deux semaines auparavant.

#### Hawks d'Atlanta
Le 11 novembre 2020, il devient entraîneur assistant au sein des Hawks d'Atlanta. Le 1er mars 2021, après un début de saison jugé décevant par les propriétaires des Hawks, Lloyd Pierce, entraineur principal depuis 2018, est licencié par la franchise. McMillan est alors nommé pour le remplacer.
Lors de la saison 2022-2023, les résultats des Hawks sont décevants (29 victoires et 30 défaites en février) et McMillan est limogé en février, remplacé à titre intérimaire par son adjoint Joe Prunty.

#### Équipe nationale
McMillan a été entraîneur adjoint de Mike Krzyzewski pour l’équipe nationale américaine au Championnat du monde FIBA 2006 et aux Jeux olympiques de Pékin 2008, remportant respectivement des médailles de bronze et d’or.
McMillan a de nouveau servi comme entraîneur adjoint sous Krzyzewski pour l’équipe américaine lors des Jeux olympiques d’été de Londres 2012.

## Palmarès

### Joueur
- 2 sélections dans le All-Defensive Second Team (deuxième équipe type défensive de NBA) en 1994 et 1995
- Meilleur intercepteur de la ligue au nombre total d’interceptions en 1994 avec 216
- Meilleur intercepteur de la ligue à la moyenne d’interceptions par match en 1994 avec 2,96
- Codétenteur du record NBA de passes décisives en un match pour un rookie avec 25
- Son maillot numéro 10 a été retiré par les Sonics le 24 mars 1999.

Moyennes statistiques en carrière NBA : 5,9 points / 6,1 passes / 1,9 interception en 796 matches de saison régulière (+ 98 en playoffs)

## Statistiques en tant qu'entraîneur
| Participation en playoffs |

| Équipe   | Année     | Saison régulière | Saison régulière | Saison régulière | Saison régulière | Saison régulière           | Playoffs | Playoffs  | Playoffs | Playoffs | Playoffs                                                              |
| Équipe   | Année     | Matchs           | Victoires        | Défaites         | %                | Classement                 | Matchs   | Victoires | Défaites | %        | Résultat                                                              |
| -------- | --------- | ---------------- | ---------------- | ---------------- | ---------------- | -------------------------- | -------- | --------- | -------- | -------- | --------------------------------------------------------------------- |
| Seattle  | 2000-2001 | 67               | 38               | 29               | 56,7             | 5e en division Pacifique   | -        | -         | -        | -        | Pas de playoffs                                                       |
| Seattle  | 2001-2002 | 82               | 45               | 37               | 54,9             | 4e en division Pacifique   | 5        | 2         | 3        | 40,0     | Défaite contre les Spurs de San Antonio au premier tour               |
| Seattle  | 2002-2003 | 82               | 40               | 42               | 48,8             | 5e en division Pacifique   | -        | -         | -        | -        | Pas de playoffs                                                       |
| Seattle  | 2003-2004 | 82               | 37               | 45               | 45,1             | 5e en division Pacifique   | -        | -         | -        | -        | Pas de playoffs                                                       |
| Seattle  | 2004-2005 | 82               | 52               | 30               | 63,4             | 1er en division Nord-Ouest | 11       | 6         | 5        | 54,5     | Défaite contre les Spurs de San Antonio en demi-finales de conférence |
| Portland | 2005-2006 | 82               | 21               | 61               | 25,6             | 5e en division Nord-Ouest  | -        | -         | -        | -        | Pas de playoffs                                                       |
| Portland | 2006-2007 | 82               | 32               | 50               | 39,0             | 3e en division Nord-Ouest  | -        | -         | -        | -        | Pas de playoffs                                                       |
| Portland | 2007-2008 | 82               | 41               | 41               | 50,0             | 3e en division Nord-Ouest  | -        | -         | -        | -        | Pas de playoffs                                                       |
| Portland | 2008-2009 | 82               | 54               | 28               | 65,9             | 1er en division Nord-Ouest | 6        | 2         | 4        | 33,3     | Défaite contre les Rockets de Houston au premier tour                 |
| Portland | 2009-2010 | 82               | 52               | 30               | 61,0             | 3e en division Nord-Ouest  | 6        | 2         | 4        | 33,3     | Défaite contre les Suns de Phoenix au premier tour                    |
| Portland | 2010-2011 | 82               | 48               | 34               | 58,5             | 3e en division Nord-Ouest  | 6        | 2         | 4        | 33,3     | Défaite contre les Mavericks de Dallas au premier tour                |
| Portland | 2011-2012 | 43               | 20               | 24               | 46,5             | Limogé                     | -        | -         | -        | -        | -                                                                     |
| Indiana  | 2016-2017 | 82               | 42               | 40               | 51,2             | 4e en division Centrale    | 4        | 0         | 4        | 0        | Défaite contre les Cavaliers de Cleveland au premier tour             |
| Indiana  | 2017-2018 | 82               | 48               | 34               | 58,5             | 2e en division Centrale    | 7        | 3         | 4        | 42,9     | Défaite contre les Cavaliers de Cleveland au premier tour             |
| Indiana  | 2018-2019 | 82               | 48               | 34               | 58,5             | 2e en division Centrale    | 4        | 0         | 4        | 0        | Défaite contre les Celtics de Boston au premier tour                  |
| Indiana  | 2019-2020 | 73               | 45               | 29               | 61,6             | 2e en division Centrale    | 4        | 0         | 4        | 0        | Défaite contre le Heat de Miami au premier tour                       |
| Atlanta  | 2020-2021 | 38               | 27               | 11               | 71,1             | 1er en division Sud-Est    | 18       | 10        | 8        | 55,6     | Défaite contre les Bucks de Milwaukee en finale de conférence         |
| Atlanta  | 2021-2022 | 82               | 43               | 39               | 52,4             | 2e en division Sud-Est     | 5        | 1         | 4        | 20,0     | Défaite contre le Heat de Miami au premier tour                       |
| Atlanta  | 2022-2023 | 59               | 29               | 30               | 49,2             | Limogé                     | -        | -         | -        | -        | -                                                                     |
| Total    | Total     | 1 428            | 760              | 668              | 53,4             |                            | 76       | 28        | 48       | 36,8     |                                                                       |

### Pour approfondir
- Liste des meilleurs intercepteurs en NBA par saison
- Liste des meilleurs intercepteurs en NBA en carrière
- Liste des joueurs de NBA avec 23 passes décisives et plus sur un match